# Hombre Cometa
El Hombre Cometa (Charles Brown) (Inglés Kite-Man) es un supervillano ficticio que aparece en los cómics publicados por DC Comics. Su nombre es un homenaje al protagonista de Peanuts, Charlie Brown. El personaje ha sido considerado generalmente como una broma en comparación con otros supervillanos, debido a su falta de superpoderes, personalidad tonta y la endeble presunción central que desmiente su identidad como super-criminal.
Hombre Cometa se ha adaptado a varias formas de medios en los últimos años, sobre todo con la voz de Jeffrey Combs en la serie animada Batman: The Brave and the Bold, y de Matt Oberg en Harley Quinn, en la que es un personaje habitual.

## Historial de publicaciones
Hombre Cometa apareció por primera vez en Batman # 133 (agosto de 1960), y fue creado por el escritor Bill Finger y el artista Dick Sprang.

## Biografía del personaje ficticio
Charles "Chuck" Brown es un hombre que se armó con armas de cometa para cometer actos malvados. Él vuela con una gran cometa atada a sí mismo o en un avión de cometas. También usa una variedad de cometas especiales para abrumar a sus enemigos y cometer crímenes.
En su primera aparición (que anuncia), en Batman Vol 1 # 133, primero lanza gases lacrimógenos de su cometa para robar un precioso rubí y luego libera al mafioso Big Bill Collins, casi matando a Robin en el camino y capturando a Batman. Dejando a los mafiosos para proteger la habitación de Batman, a su regreso, Hombre Cometa es derrotado cuando Robin regresa, libera a Batman y usan sus increíbles armas de Cometa contra él, dejando un trofeo de Cometa Plana en la pared de la Bat Cave.
El escritor Len Wein lo trajo de vuelta en una historia sobre robos de nómina.
Hombre Halcón, Chica Halcón y Zatanna lo confrontan nuevamente, en el título de Hombre Halcón. Se revela su verdadero nombre, así como una fascinación infantil por las cometas. Él es victorioso y salta a un árbol.
Hombre Cometa es uno de los muchos criminales que aprovecha la atmósfera amigable de los supervillanos del país ficticio de Zandia. Él termina uniéndose a su equipo deportivo y luego se involucra en una lucha contra una tropa invasora de superhéroes.
En Crisis infinita, Joker informa que Brown fue arrojado de la Torre Wayne sin su cometa por Deathstroke, después de que se negó a unirse a la nueva Sociedad Secreta de Súper Villanos.
Brown, sin embargo, sobrevive a su caída y alcanza un rango bajo en el inframundo posterior a la crisis de Gotham City en las páginas de la serie semanal 52. Es capturado junto a Sewer King, Dawson, Lamelle, Calamar y Mirage. Al igual que con los otros prisioneros, Bruno Mannheim mata y come a Hombre Cometa al negarse a ponerse del lado de él.

### DC: Renacimiento
Hombre Cometa aparece en el universo DC: Renacimiento. Esta versión se conoce como Charles, Chuck y Charlie Brown. Parece ser algo inestable, cantando constantemente la frase "¡Hombre de la cometa, sí!", Una referencia a la reacción de su hijo, Charles Brown Jr., a la primera vez que intentó volar una cometa. Primero aparece robando una lujosa fiesta, antes de ser rápidamente frustrado por Gotham Girl. Luego es visto en una celda de la prisión en el Manicomio Arkham mientras Batman camina por los pasillos en busca de delincuentes.
En algún momento, escapa, ya que más tarde es uno de los muchos villanos derribados por Batman y Catwoman después de que la lleva con él en una noche promedio de su trabajo en Gotham City. Hombre Cometa luego vendió una cometa a una casa de empeño, donde Headhunter la compró para matar al padre de Swamp Thing. Batman y Swamp Thing interrogaron a Hombre Cometa más tarde.
En una historia ambientada durante los primeros años de la carrera de Batman, se revela que estudió viento en la escuela. Era un padre divorciado, se convirtió en alcohólico y comenzó una vida de actividades criminales, finalmente fue reclutado por el Joker para diseñar el Jokermobile. Durante The War of Jokes and Riddles, Batman lo rodea, quien le ordena obtener el número de teléfono del Joker y, más tarde, encontrarse con él. Poco después, Riddler secuestra a Charles, queriendo saber sobre su futura reunión con el Joker. Después de ser liberado, es nuevamente secuestrado, esta vez por el Joker, quien le cuenta sobre sus encuentros con Batman y Riddler. Luego, el Joker lo obliga a servir como terrorista suicida para matar a Batman, pero se da cuenta de que la bomba es falsa. Charles Brown Jr., su hijo, es envenenado por Riddler y posteriormente muere. Queriendo vengarse del Riddler, Charles Brown crea el personaje de Hombre Cometa para unirse al lado del Joker.
Después de que Batman se une al lado de Riddler en la guerra, comienza a derrotar a todos los villanos del lado de Joker, dejando a Hombre Cometa para el final. Cuando Kite Man es capturado, le cuenta a Batman y Riddler sobre el último escondite secreto de Joker en un edificio y les proporciona a ellos y a todos los villanos en las cometas laterales de Riddler para que puedan infiltrarse en él. Después de entrar, Riddler y sus villanos se vuelven contra Batman, quien le dice a Hombre Cometa que active los paracaídas inversos propulsados por jet en sus paquetes, haciendo que los villanos asciendan para ser capturados por Alfred Pennyworth en Bat-Blimp. Después de una pelea, Riddler revela que la creación de Hombre Cometa, y su propia derrota en manos de Hombre Cometa, fue parte de un plan fallido para resolver la depresión del Joker y hacerlo reír nuevamente.

## En otros medios

### Televisión
- Hombre Cometa aparece en Batman: The Brave and the Bold, con la voz de Jeffrey Combs. Cuando era niño, estaba obsesionado con Benjamin Franklin e intentó recrear su famoso experimento eléctrico de vuelo de cometas. Sin embargo, no tomó las precauciones de seguridad adecuadas, usó aparatos metálicos y se paró en un balde de agua. La descarga eléctrica posterior lo traumatizó psicológicamente y lo obligó a una vida de crimen centrado en cometas. En "Terror on Dinosaur Island", un flashback lo describe como el líder de un grupo de ladrones equipados con cometas planeadoras de alta tecnología que les permitieron cometer crímenes. Hombre Cometa es detenido por Batman, y su ex secuaz Eel O'Brian (a quien Batman rescató de un tanque en el que cayó) testificó en su contra en la corte, y luego fue arrestado. En "Long Arm of the Law", Hombre Cometa roba una muestra de Hombre Plástico para completar una pistola de rayos theta que permitirá a cualquiera copiar los poderes de Hombre Plástico o petrificar a alguien con poderes elásticos. También obtiene un compañero llamado Rubberneck y obtiene poderes de estiramiento de la exposición del haz theta, y lucha contra Batman y Hombre Plástico. Sin embargo, él y Rubberneck son derrotados cuando se enredan y la pistola de rayos theta los convierte en piedra.
  - Además, una versión de universo alternativo, heroica y sin nombre de Hombre Cometa hace una aparición sin hablar en el episodio "Deep Cover for Batman".
- Hombre Cometa aparece en la serie animada de DC Universe Harley Quinn, con la voz de Matt Oberg.[16] Él es representado como un criminal conocido por la frase "Kite Man, hell hell!" quien trata de buscar mujeres y otros supervillanos lo consideran una broma debido a su personalidad tonta. Debutando en "A High Bar", intenta coquetear con Hiedra Venenosa infectando a algunos niños con sus venenos, forzándola a que la lleve a su apartamento en busca del antídoto antes de intentar seducirla, después de haber malinterpretado su interacción como una cita. Aunque ella lo rechaza, admite que volar por la ciudad con él fue agradable. Más tarde intenta ayudar a Harley Quinn en una pelea, solo para ser golpeado por Bane. En el episodio, "The Line", él e Ivy comienzan a salir, aunque este último se siente avergonzado por sus momentos de idiotez y mantiene un perfil bajo durante sus citas. Cuando el primero se da cuenta de esto, cae temporalmente en una depresión antes de que Ivy se disculpe con él y lo felicite por no preocuparse por lo que los demás piensen de él y aceptar seguir saliendo con él. Después de hacer apariciones menores en "So You Need a Crew?" y "L.O.D.R.S.V.P.", Hombre Cometa hace una aparición importante en "Devil's Snare" cuando Ivy le pide ayuda y él la salva a ella y a sus amigos de un gigante antes de ayudarlos a evitar que Joker tome el control de Gotham City. En medio de la batalla, le propone matrimonio a Ivy, aunque ella dice que le dará una respuesta más tarde. Sin embargo, después de que ella es asesinada, él está de luto por ella y acampa cerca de su tumba para que siempre tenga compañía antes de que ella resucite al final del final de la temporada 1. En la temporada 2, hace una pequeña aparición en el episodio "Riddle U" antes de hacer una aparición completa en el siguiente episodio, "Atrapado", mientras ayuda a Harley, Ivy y Catwoman a robar el lanzallamas de Firefly. En el camino, Hombre Cometa intentó robar un anillo especial para Ivy y proponerle matrimonio correctamente, solo para que Catwoman lo robe. A pesar de que Ivy eliminó sus frustraciones por lo que quería en la vida de él, se reconciliaron y ella le permitió proponerle matrimonio por tercera vez. En "Thawing Hearts", intentan asegurar un lugar para la boda en una fábrica de maíz que vio en una revista, solo para perder la reserva de su rival, Rey Condimento. En "Inner (Para) Demons", Hombre Cometa lleva a Ivy a conocer a sus padres, Darryl y Wendy Brown, quienes están decepcionados con su hijo por no haber nacido con poderes metahumanos. Cuando Ivy se entera de que solo aprobaron que Hombre Cometa salga con ella debido a sus poderes y el potencial de obtener nietos metahumanos, ella les regaña y convence a Hombre Cometa de que se enfrente a ellos. En "Lovers 'Quarrel", Hombre Cometa trabaja con una copia de seguridad digital de Sy Borgman para crear dispositivos de control anti-mental para ayudar a combatir al Doctor Psycho, después de lavarle el cerebro a Ivy. Más tarde intenta liberarla del control de Psycho con un beso de amor verdadero, pero falla. Después de que Harley libera a Ivy y derrota a Psycho, él toma represalias mostrando todos los recuerdos de Gotham, Ivy de ella teniendo sexo con Harley, dejando a Hombre Cometa sorprendido. En "The Runaway Bridesmaid", Hombre Cometa perdona a Ivy después de que ella revela que aseguró el lugar de la boda que él quería, pero la boda es interrumpida por el DPGC, lo que resulta en una guerra total entre la policía y los supervillanos asistentes. Aunque Harley se ofrece a oficiar su boda, habiéndose dado cuenta de que Ivy no corresponde a sus sentimientos por ella, Hombre Cometa rompe con ella y se va; Posteriormente, Ivy comienza una relación con Harley minutos después. A partir de la tercera temporada, él comenzó a salir con Golden Glider.
  - Hombre Cometa aparece en Kite Man: Hell Yeah!, nuevamente con la voz de Oberg.[17][18]
- Hombre Cometa hace un cameo en el episodio de DC Super Hero Girls, "#LeagueOfShadows".

### Película
- Hombre Cometa aparece en The Lego Batman Movie. Él está entre los villanos reunidos por el Joker.
- James Gunn, director de El Escuadrón Suicida, consideró brevemente agregar a Hombre Cometa al equipo titular, pero finalmente decidió no hacerlo, creyendo que no era "la forma más fresca de hacerlo". Sin embargo, permaneció abierto a una aparición en una secuela.[19][20]

### Videojuegos
Hombre Cometa aparece como un personaje jugable en Lego DC Super-Villains, con Jeffrey Combs repitiendo el papel de la serie Batman: The Brave and the Bold.